# IPP Trophy 2002
L'IPP Trophy 2002 è stato un torneo di tennis facente parte della categoria ATP Challenger Series nell'ambito dell'ATP Challenger Series 2002. Il torneo si è giocato a Ginevra in Svizzera dal 19 al 25 agosto 2002 su campi in terra rossa.

## Vincitori

### Singolare
Kristof Vliegen ha battuto in finale  Galo Blanco con il punteggio di 6–2, 6–2

### Doppio
Victor Hănescu /  Leonardo Olguín hanno battuto in finale  Andrés Schneiter /  Orlin Stanojčev con il punteggio di 1–6, 6–4, 6–4